# 米尔普法德
米尔普法德是德国莱茵兰-普法尔茨州的一个市镇。总面积1.39平方公里，总人口68人，其中男性32人，女性36人（2011年12月31日），人口密度49人/平方公里。